# Gwynia
Gwynia is een geslacht van twee soorten brachiopode (of armpotige) met een zeer geringe lichaamsomvang. Gwynia capsula is bekend van de West-Europese kust (Frankrijk, België, Britse Eilanden). Gwynia macrodentata komt voor tussen Nieuw-Zeeland en Tasmanië.